# Johnny Belinda
Johnny Belinda (prt: Belinda, a Escrava do Silêncio; bra: Belinda) é um filme norte-americano de 1948, do gênero drama, dirigido por Jean Negulesco, com roteiro de Irma von Cube e Allen Vincent baseado na peça teatral homônima de Elmer Blaney Harris.

## Sinopse
Num vilarejo de pescadores, o Dr. Robert Richardson se apaixona pela jovem Belinda, que é surda-muda. Uma noite, Belinda é atacada e estuprada por Locky MacCormick, outro residente local. Robert leva Belinda ao médico e se descobre que ela está grávida. Ainda que todos pensem que Robert é o pai, ninguém acredita que Belinda possa cuidar da criança. E decidem que o filho deve ficar justamente com Locky e a mulher dele. Mas Belinda acaba matando Locky e enfrenta o tribunal.

## Elenco principal
- Jane Wyman ....  Belinda McDonald
- Lew Ayres ....  dr. Robert Richardson
- Charles Bickford ....  Black McDonald
- Agnes Moorehead ....  Aggie McDonald
- Stephen McNally ....   Locky McCormick
- Jan Sterling  ....  Stella McCormick
- Rosalind Ivan ....  sra. Poggety
- Dan Seymour ....  Pacquet
- Mabel Paige ....  sra. Lutz
- Ida Moore ....  sra. McKee
- Alan Napier ....  advogado

## Prêmios e indicações
| Prêmio                       | Categoria                    | Recipiente           | Resultado |
| ---------------------------- | ---------------------------- | -------------------- | --------- |
| Oscar 1949                   |                              |                      |           |
| Melhor atriz                 | Jane Wyman                   | Venceu               |           |
| Melhor filme                 | Melhor filme                 | Indicado             |           |
| Melhor diretor               | Jean Negulesco               | Indicado             |           |
| Melhor ator                  | Lew Ayres                    | Indicado             |           |
| Melhor ator coadjuvante      | Charles Bickford             | Indicado             |           |
| Melhor atriz coadjuvante     | Agnes Moorehead              | Indicado             |           |
| Melhor roteiro adaptado      | Irma von Cube, Allen Vincent | Indicado             |           |
| Melhor fotografia - p&b      | Ted McCord                   | Indicado             |           |
| Melhor edição                | David Weisbart               | Indicado             |           |
| Melhor som                   | Charles Lang                 | Indicado             |           |
| Melhor trilha sonora         | Max Steiner                  | Indicado             |           |
| Melhor direção de arte - p&b | Robert Haas                  | Indicado             |           |
| Globo de Ouro 1949           | Melhor filme - drama         | Melhor filme - drama | Venceu    |
| Globo de Ouro 1949           | Melhor atriz - drama         | Jane Wyman           | Venceu    |